# Sarrouilles
Sarrouilles – miejscowość i gmina we Francji, w regionie Oksytania, w departamencie Pireneje Wysokie.
Według danych na rok 1990 gminę zamieszkiwało 526 osób, a gęstość zaludnienia wynosiła 125 osób/km² (wśród 3020 gmin regionu Midi-Pireneje Sarrouilles plasuje się na 572. miejscu pod względem liczby ludności, natomiast pod względem powierzchni na miejscu 1555.).